# Mitglieder der Württembergischen Landstände 1876 bis 1882
Diese Liste umfasst die Mitglieder der Württembergischen Landstände des Königreichs Württemberg in der Wahlperiode von 1876 bis 1882.
Während dieser Wahlperiode tagte der 27. ordentliche Landtag vom 6. Februar 1877 bis zum 31. Januar 1880 und der 28. ordentliche Landtag vom 4. Februar 1880 bis zum 7. Juni 1882.

## Das Präsidium der Ersten Kammer (Kammer der Standesherren)
27. und 28. Landtag: 

Präsident: Fürst Wilhelm von Waldburg zu Zeil und Trauchburg 

Vizepräsident: Fürst Hermann zu Hohenlohe-Langenburg 

## Die Mitglieder der Ersten Kammer

### Prinzen des Hauses Württemberg
- Königlicher Prinz Wilhelm von Württemberg
- Königlicher Prinz August von Württemberg war in dieser Wahlperiode nie persönlich anwesend
- Herzog Alexander Konstantin von Württemberg
- Herzog Wilhelm Eugen (IV.) von Württemberg († 1877)
- Herzog Wilhelm von Württemberg war in dieser Wahlperiode nie persönlich anwesend
- Herzog Nikolaus von Württemberg war nie persönlich anwesend
- Herzog Maximilian von Württemberg war in dieser Wahlperiode nie persönlich anwesend
- Herzog Friedrich Alexander von Württemberg († 1881) war nie persönlich anwesend und ließ sich vertreten
- Herzog Philipp von Württemberg war nie persönlich anwesend und ließ sich vertreten

### Standesherren
- Fürst Ludwig zu Bentheim und Steinfurt war nie persönlich anwesend und ließ sich vertreten
- Fürst Karl Egon III. zu Fürstenberg war nie persönlich anwesend und ließ sich vertreten
- Fürst Albert zu Hohenlohe-Bartenstein-Jagstberg
- Fürst Karl zu Hohenlohe-Bartenstein († 1877) wurde zeitlebens wegen mangelnder Befähigung von seinem Bruder und Vormund, dem Fürsten Albert zu Hohenlohe-Bartenstein-Jagstberg, vertreten.
- Fürst Johannes zu Hohenlohe-Bartenstein hätte nach dem Tod seines Vaters Karl zu Hohenlohe-Bartenstein bei Volljährigkeit in die Kammer eintreten dürfen. Wegen seiner Minderjährigkeit wurde er jedoch noch bis 1884 von seinem Onkel, dem Fürsten Albert zu Hohenlohe-Bartenstein-Jagstberg vertreten
- Fürst Hermann zu Hohenlohe-Langenburg
- Fürst Hugo zu Hohenlohe-Öhringen, bzw. stellvertretend dessen Sohn, der Prinz Christian Kraft zu Hohenlohe-Öhringen, der sich jedoch ebenfalls stets vertreten ließ
- Fürst Friedrich zu Hohenlohe-Waldenburg-Schillingsfürst  bzw. als Stellvertreter sein Sohn  Nikolaus zu Hohenlohe-Waldenburg-Schillingsfürst
- Graf Gustav von Königsegg-Aulendorf († 1882)
- Fürst Wilhelm zu Löwenstein-Wertheim-Freudenberg bzw. zeitweise als Stellvertreter sein Sohn Ernst zu Löwenstein-Wertheim-Freudenberg
- Fürst Karl zu Löwenstein-Wertheim-Rosenberg war selten persönlich anwesend du ließ sich meist vertreten
- Graf Erwin Franz von Neipperg, seit 1880 vertreten durch seinen Sohn Reinhard von Neipperg
- Fürst Karl Friedrich Kraft zu Oettingen-Wallerstein war nur 1879 persönlich anwesend
- Graf Kurt von Pückler-Limpurg
- Graf Otto Wilhelm von Quadt zu Wykradt und Isny vertreten durch seinen Sohn, Bertram von Quadt-Wykradt-Isny
- Graf  Albert von Rechberg und Rothenlöwen zu Hohenrechberg bzw. sein Sohn Otto von Rechberg und Rothenlöwen zu Hohenrechberg als Stellvertreter
- Graf Heinrich von Schaesberg-Thannheim wegen Minderjährigkeit bis 1879 vertreten durch Fürst Wilhelm von Waldburg zu Zeil und Trauchburg
- Fürst Maximilian Maria von Thurn und Taxis wegen Minderjährigkeit vertreten durch Fürst Franz von Waldburg zu Wolfegg und Waldsee
- Fürst Franz von Waldburg zu Wolfegg und Waldsee
- Fürst Wilhelm von Waldburg zu Zeil und Trauchburg
- Fürst Eberhard II. von Waldburg zu Zeil und Wurzach
- Fürst Alfred zu Windischgrätz, war seit 1878 als Standesherr Mitglied der Kammer, jedoch nie persönlich anwesend. Meistens wurde er durch den Erbgrafen von Neipperg vertreten

### Auf Lebenszeit ernannte Mitglieder
- Fidel Baur von Breitenfeld  († 1882)
- Freiherr Moritz von Gemmingen-Guttenberg-Bonfeld (1878 ernannt und eingetreten)
- Ernst von Geßler
- Freiherr Emil von Holzschuher († 1878)
- Johannes von Kuhn
- Freiherr Joseph von Linden
- Andreas von Renner
- Karl von Riecke
- Hermann von Werner

## Das Präsidium der Zweiten Kammer (Kammer der Abgeordneten)
27. Landtag vom 6. Februar 1877 bis zum 31. Januar 1880:

Alterspräsident: Moriz Mohl 

Präsident: Dr. Julius Hölder 

Vizepräsident: Ludwig von Schwandner 

28. Landtag vom 4. Februar 1880 bis zum 7. Juni 1882:

Alterspräsident: Moriz Mohl 

Präsident: Dr. Julius Hölder bis zur Niederlegung seines Mandats im Oktober 1881, danach seit Mai 1882 Karl Hohl

Vizepräsident: Ludwig von Schwandner, seit Dezember 1880 Karl Hohl und seit Juni 1882 Georg Friedrich von Lenz

## Die 23 bevorrechtigten Mitglieder der Zweiten Kammer

### Vertreter der Ritterschaft des Neckarkreises
- Freiherr Wilhelm von Gemmingen-Guttenberg-Bonfeld
- Freiherr Karl von Varnbüler
- Freiherr Kuno von Wiederhold

### Vertreter der Ritterschaft des Jagstkreises
- Graf Kurt von Degenfeld-Schonburg
- Freiherr Wilhelm von Stetten
- Freiherr Georg von Woellwarth-Lauterburg

### Vertreter der Ritterschaft des Schwarzwaldkreises
- Freiherr Wilhelm von Gültlingen
- Freiherr Edmund von Ow
- Freiherr Johann Otto von Ow

### Vertreter der Ritterschaft des Donaukreises
- Freiherr Benno von Herman
- Freiherr Wilhelm König von Königshofen
- Freiherr Richard König von und zu Warthausen
- Moritz Schad von Mittelbiberach

### Vertreter der evangelischen Landeskirche
- Generalsuperintendent von Heilbronn: Friedrich von Brackenhammer und seit 1880 Karl von Raiffeisen
- Generalsuperintendent von Ludwigsburg: Albert von Hauber
- Generalsuperintendent von Reutlingen: Dr. Georg Heinrich von Merz
- Generalsuperintendent von Hall: Karl von Beck
- Generalsuperintendent von Tübingen: Dr. Ludwig von Georgii
- Generalsuperintendent von Ulm: Paul Friedrich von Lang

### Vertreter des Bistums Rottenburg
- Bischof von Rottenburg: Karl Joseph von Hefele ließ sein Mandat stets ruhen
- Domkapitular von Rottenburg: Alois von Bendel von 1877 bis 1880, gefolgt von Wilhelm von Reiser
- Dienstältester katholischer Dekan: Marcell Binder[1]

### Kanzler der Universität Tübingen
- Gustav von Rümelin

## Die 70 gewählten Abgeordneten der Zweiten Kammer

### Die Abgeordneten der sieben „guten Städte“
| Stadt       | Name                           | Partei       |
| ----------- | ------------------------------ | ------------ |
| Stuttgart   | Karl Lautenschlager            |              |
| Tübingen    | Wilhelm von Wolff              | DP           |
| Ludwigsburg | Friedrich Baumgärtner († 1881) |              |
| Ludwigsburg | Heinrich von Abel              | DP           |
| Ellwangen   | Leonhard Bayrhammer († 1881)   |              |
| Ellwangen   | Friedrich Landauer             | Landespartei |
| Ulm         | Robert Ebner                   | VP           |
| Heilbronn   | Karl Wüst                      |              |
| Reutlingen  | Ludwig von Schwandner († 1880) | Landespartei |
| Reutlingen  | Julius von Benz                |              |

### Die Abgeordneten der Oberämter desNeckarkreises
| Oberamt           | Name                                                    | Partei                   |
| ----------------- | ------------------------------------------------------- | ------------------------ |
| Backnang          | Friedrich von Dillenius (legte 1880 sein Mandat nieder) |                          |
| Backnang          | Friedrich Ellinger                                      | VP                       |
| Besigheim         | August Becher                                           | VP                       |
| Böblingen         | Dr. Otto Elben                                          | DP                       |
| Brackenheim       | Robert Winter                                           |                          |
| Cannstatt         | Gustav von Elben                                        | Gast der Fraktion der DP |
| Esslingen         | Karl Mayer                                              | VP                       |
| Heilbronn (Amt)   | Friedrich Reichert                                      |                          |
| Leonberg          | Johann Friedrich Ramm                                   |                          |
| Ludwigsburg (Amt) | Gottlob Haug                                            | Landespartei             |
| Marbach           | Theodor von Weizsäcker                                  |                          |
| Maulbronn         | Robert Münz                                             | DP                       |
| Neckarsulm        | Emil Ege                                                | DP                       |
| Stuttgart (Amt)   | Gustav Müller († 1875)                                  | DP                       |
| Stuttgart (Amt)   | Wilhelm von Zipperlen                                   | DP                       |
| Vaihingen         | Gustav Körner                                           | VP                       |
| Waiblingen        | Gebhard Friedrich Simon                                 |                          |
| Weinsberg         | Karl Nicolai (legte 1881 sein Mandat nieder)            |                          |
| Weinsberg         | Karl Rettich                                            |                          |

### Die Abgeordneten der Oberämter desJagstkreises
| Oberamt         | Name                                                | Partei                             |
| --------------- | --------------------------------------------------- | ---------------------------------- |
| Aalen           | Dr. Moriz Mohl                                      |                                    |
| Crailsheim      | Leonhard Sachs                                      | DP                                 |
| Ellwangen (Amt) | Franz Xaver Leonhard                                |                                    |
| Gaildorf        | Maximilian von Kern (legte 1879 sein Mandat nieder) |                                    |
| Gaildorf        | Friedrich Haaf                                      |                                    |
| Gerabronn       | Gottlob Friedrich Egelhaaf                          | parteilos, aber der VP nahestehend |
| Gmünd           | Karl von Streich (legte 1879 sein Mandat nieder)    |                                    |
| Gmünd           | Johann Nepomuk Miller                               |                                    |
| Hall            | Karl Vogel († 1878)                                 | DP                                 |
| Hall            | Johann Haigold                                      | der VP nahestehend                 |
| Heidenheim      | Karl von Luz (legte sein Mandat 1877 nieder)        | Landespartei                       |
| Heidenheim      | Friedrich Retter                                    | VP                                 |
| Künzelsau       | Hermann Carl von Baumann                            |                                    |
| Mergentheim     | Freiherr Dr. Hermann von Mittnacht                  |                                    |
| Neresheim       | Joseph Laurentius Ruf                               | Landespartei                       |
| Öhringen        | Dr. Friedrich Ammermüller (verlor sein Mandat 1877) |                                    |
| Öhringen        | Julius Leemann                                      |                                    |
| Schorndorf      | August von Hofacker                                 | Landespartei                       |
| Welzheim        | Jakob Friz                                          | stand der DP nahe                  |

### Die Abgeordneten der Oberämter desSchwarzwaldkreises
| Oberamt          | Name                                                         | Partei       |
| ---------------- | ------------------------------------------------------------ | ------------ |
| Balingen         | Louis Schwarz                                                | VP           |
| Calw             | Julius Staelin                                               | DP           |
| Freudenstadt     | Dr. Friedrich von Bitzer                                     | DP           |
| Herrenberg       | Georg von Morlok                                             |              |
| Horb             | Pankratius Nußbaumer                                         |              |
| Nagold           | Johannes Richter (legte sein Mandat 1880 nieder)             |              |
| Nagold           | Karl von Luz                                                 | Landespartei |
| Neuenbürg        | Erhard Beutter                                               | Landespartei |
| Nürtingen        | Friedrich Nübel                                              |              |
| Oberndorf        | Karl von Leibbrand                                           | Landespartei |
| Reutlingen (Amt) | Johannes Eger                                                |              |
| Rottenburg       | Gustav Holzherr                                              | VP           |
| Rottweil         | Ludwig Zimmerle (verlor sein Mandat 1877)                    |              |
| Rottweil         | Anton von Boscher                                            |              |
| Spaichingen      | Anton Kupferschmid                                           | VP           |
| Sulz             | Tobias Vogt                                                  |              |
| Tübingen (Amt)   | Dr. Friedrich Ludwig von Geß (legte 1879 sein Mandat nieder) | DP           |
| Tübingen (Amt)   | Dr. Heinrich von Weber                                       | DP           |
| Tuttlingen       | Johannes Vosseler                                            |              |
| Urach            | Georg Friedrich von Lenz                                     | DP           |

### Die Abgeordneten der Oberämter desDonaukreises
| Oberamt    | Name                                              | Partei              |
| ---------- | ------------------------------------------------- | ------------------- |
| Biberach   | Rudolf Probst                                     | Fraktion der Linken |
| Blaubeuren | Heinrich von Sick († 1881)                        |                     |
| Blaubeuren | Johannes Pfetsch                                  |                     |
| Ehingen    | Karl von Schmid                                   | DP                  |
| Geislingen | Karl von Hohl                                     | Landespartei        |
| Göppingen  | Dr. Julius Hölder (legte 1881 sein Mandat nieder) | DP                  |
| Göppingen  | Heinrich Krauß                                    |                     |
| Kirchheim  | Gottfried Betz (legte 1877 sein Mandat nieder)    | DP                  |
| Kirchheim  | Eugen Faber                                       | stand der DP nahe   |
| Laupheim   | Adolph Untersee                                   |                     |
| Leutkirch  | Ferdinand Eggmann                                 | Landespartei        |
| Münsingen  | Jakob Bosler                                      | DP                  |
| Ravensburg | Albert Khuen († 1880)                             |                     |
| Ravensburg | Friedrich Seifriz                                 |                     |
| Riedlingen | Honor Kehrle                                      |                     |
| Saulgau    | Josef Rapp                                        | Landespartei        |
| Tettnang   | Joseph von Schlierholz                            | Landespartei        |
| Ulm (Amt)  | Johann Friedrich Haug                             | DP                  |
| Waldsee    | Dr. Wenzeslaus Mattes                             |                     |
| Wangen     | Xaver Dentler                                     | Fraktion der Linken |